# Saint-Malo-en-Donziois
Saint-Malo-en-Donziois là một xã của tỉnh Nièvre, thuộc vùng Bourgogne-Franche-Comté, miền trung nước Pháp.